# 都城駐屯地
都城駐屯地（みやこのじょうちゅうとんち、JGSDF Camp Miyakonojo）は、宮崎県都城市久保原町1街区12号に所在し、第43普通科連隊等が駐屯する陸上自衛隊の駐屯地である。

## 概要
駐屯地司令は、第43普通科連隊長が兼務。最寄の演習場は、都城訓練場と高ノ峰射撃場および霧島演習場。
同駐屯地は、旧日本陸軍都城歩兵第23連隊駐屯地をそのまま利用している。

## 沿革
日本陸軍
- 戦前：歩兵第23連隊が同地に駐屯。

警察予備隊都城駐屯地
- 1951年（昭和26年）3月1日：都城駐屯地が新設[1]。
- 1952年（昭和27年）8月5日：第12連隊第2大隊が鹿屋駐屯地から移駐。

保安隊都城駐屯地
- 1952年（昭和27年）10月15日：保安隊が発足。

陸上自衛隊都城駐屯地
- 1954年（昭和29年）7月1日：陸上自衛隊へ移管[2]。
- 1957年（昭和32年）12月5日：第305地区施設隊が新編。
- 1961年（昭和36年）8月17日：第305地区施設隊が第5施設団に編合。
- 1962年（昭和37年）
  - 8月9日：第113教育大隊が国分駐屯地へ移駐。
  - 8月15日：第12普通科連隊第2大隊を母体として第43普通科連隊が編成完結。
- 1989年（平成元年）
  - 3月23日：第305地区施設隊を廃止。
  - 3月24日：第9施設群第345施設中隊が新編。
- 2003年（平成15年）3月27日：西部方面後方支援隊第103施設直接支援大隊第2直接支援中隊都城派遣隊（第345施設中隊を支援）が新編。
- 2005年（平成17年）
  - 3月27日：第9施設群第345施設中隊を廃止。
  - 3月28日：

  1. 第8後方支援連隊第2整備大隊第3普通科直接支援中隊（第12普通科連隊を支援）が新編。
  2. 第9施設群の施設中隊が機能別に改編され、第376施設中隊が新編。

- 2015年（平成27年）3月26日：西部方面会計隊の改編に伴い、第373会計隊が廃止され、第364会計隊都城派遣隊が設置される。

## 駐屯部隊

### 西部方面隊隷下部隊
- 第8師団
  - 第43普通科連隊
  - 第8後方支援連隊
    - 第2整備大隊
      - 第3普通科直接支援中隊：第43普通科連隊を支援
- 第5施設団
  - 第9施設群
    - 第376施設中隊
- 西部方面後方支援隊
  - 第103施設直接支援大隊
    - 第2直接支援中隊
      - 都城派遣隊：第376施設中隊を支援
- 西部方面システム通信群
  - 第102基地システム通信大隊
    - 第319基地通信中隊
      - 都城派遣隊
- 西部方面会計隊
  - 第373会計隊
- 都城駐屯地業務隊

### 防衛大臣直轄部隊
- 警務隊
  - 西部方面警務隊
    - 第135地区警務隊
      - 都城派遣隊

### 共同の機関
- 自衛隊宮崎地方協力本部
  - 都城地域事務所
  - 都城援護室
  - 都城援護センター

## 最寄の幹線交通
- 高速道路：宮崎自動車道都城IC
- 一般道：国道10号、国道221号、国道222号、国道269号、宮崎県道・鹿児島県道2号都城隼人線、宮崎県道31号都城霧島公園線、宮崎県道33号都城北郷線
- 鉄道：JR九州日豊本線五十市駅
- 港湾：宮崎港、細島港、油津港（重要港湾）、延岡港、延岡新港（地方港湾）
- 飛行場：宮崎空港（第二種空港）、新田原基地（その他の飛行場）

## 重要施設
- 航空自衛隊新田原基地（児湯郡新富町）（戦闘航空団駐屯の航空基地）
- 航空自衛隊高畑山分屯基地（串間市）（レーダーサイト）
- 一ツ瀬ダム（西都市）
- 一ツ瀬発電所（出力18万kWの水力発電所）（西都市）
- 小丸川発電所（出力120万kWの揚水発電所）・ひむか変電所（隣接する超高圧変電所）（児湯郡木城町）
- 宮崎幹線（南九州変電所から宮崎変電所までの亘長70.01 km[3]の、50万Vの送電線路）
- 小丸川幹線（ひむか変電所から宮崎変電所までの亘長46.25 km[3]の、50万Vの送電線路）
- 宮崎変電所（超高圧変電所）（都城市）
- 旭化成延岡支社（重化学コンビナート地帯）